# 1410
1410 (MCDX) fue un año común comenzado en miércoles del calendario juliano.

## Acontecimientos
- 29 de marzo: los aragoneses capturan Oristán, en Cerdeña.
- 25 de mayo: a la muerte de Alejandro V, es consagrado como otro de los papas, el antipapa Juan XXIII.
- 22 de septiembre: los musulmanes andalusíes, después de varios asaltos por las tropas castellanas al mando del regente Fernando de Trastámara, rinden la ciudad de Antequera.
- Batalla de Grunwald (Tannenberg para los alemanes), en la que los polacos expulsan a los caballeros de la Orden Teutónica del país.
- En el actual Guerrero en México, los purépechas fundan la actual ciudad de Coyuca de Catalán.

## Nacimientos
- Alonso Carrillo de Acuña, en Cuenca, futuro arzobispo de Toledo.

## Fallecimientos
- 3 de mayo: Alejandro V, antipapa (n. 1339).
- 31 de mayo: Martin I, rey de la Corona de Aragón, en Barcelona (n. 1356).